# Жейме Лернер
Же́йме Ле́рнер (порт. Jaime Lerner; нар. 17 грудня 1937, Куритиба — 27 травня 2021, там само) — бразильський політичний діяч, губернатор штату Парана, архітектор, учений-урбаніст, відомий містобудівник. Тричі був мером міста Куритиба, столиці штату Парана (1971-75, 1979-84 і 1989-92). 1994 року був обраний губернатором штату Парана, переобраний 1998 року.
У 2002—2005 роках обіймав пост президента Міжнародної спілки архітекторів.

## Біографія
На думку Віталія Абліцова, Лернер походить із родини українських емігрантів зі Сокальщини (Львівщина), хоча прізвище та бразильська єврейська громада кажуть про єврейське походження архітектора.
У 1964 році закінчив Федеральний Університет штату Парана (архітектор). У 1965 працював над створенням Інституту досліджень і містопланування, також відомим як IPPUC (Instituto de Pesquisa e Planejamento Urbano de Curitiba). До того часу містобудування зводилося до поділу міста на зони і до будівництва нових доріг. Інститут же займався розробкою загальної концепції міста, а планування стало системним безперервним процесом. Працював над розробкою майстер-плану Куритиби. У 1988 році висунув свою кандидатуру на пост мера Куритиби.
За час свого керівництва Лернер перетворив Куритибу на місто з високою якістю життя. Він бачив майбутнє за розвитком громадського транспорту й одночасно розширенням зелених та пішохідних зон. У 1974 році виокремленими Лернером проспектами були запущені перші експреси. Куритиба стало моделлю, за якою створювалася система громадського транспорту в Боготі, Сантьяго, Мехіко, Лос-Анджелесі, Сеулі та багатьох інших містах. Як губернатор штату Парана Лернер досяг значних успіхів у соціальних та економічних реформах.
Жейме Лернер — професор Школи архітектури та міського планування Університету Парана, викладав в університеті Берклі (США), консультант ООН з питань міського планування. Є членом Ради директорів Інституту дослідження світових ресурсів (World Resources Institute).

## Нагороди
- 1990 — премія ООН з навколишнього середовища (UNEP);
- 1990 — щорічний приз Міжнародного інституту енергозбереження (IIEC);
- 1991 — почесна грамота, Програма ООН з населених пунктів;
- 1991 — «Дерево Пізнання», Міжнародний союз охорони природи (IUCN);
- 1994 — Медаль Нойтра за професійну майстерність;
- 1996 — премія ЮНІСЕФ «Дитина і світ»;
- 1997 — медаль з архітектури Фонду Томаса Джефферсона, Університет Вірджинії;
- 2000 — премія принца Клауса (Нідерланди);
- 2001 — премія «Pioneer 2001» (International Council for Caring Communities);
- 2001 — Всесвітня премія в галузі технологій (World Technology Award), Національний музей науки та індустрії (Велика Британія).

## Праці
- Grupo de risco (1990)
- Acupuntura urbana (2003)
- O vizinho: parente por parte de rua (2005)

## Українські переклади
- Акупунктура міста / Жайме Лернер ; пер. з порт. Катерини Скальської. — Львів : Видавництво Старого Лева, 2016. — 160 с[8].